# Myrmecaelurus neuralis
Myrmecaelurus neuralis is een insect uit de familie van de mierenleeuwen (Myrmeleontidae), die tot de orde netvleugeligen (Neuroptera) behoort. 
Myrmecaelurus neuralis is voor het eerst wetenschappelijk beschreven door Navás in 1913.